# Якович Юрій Рафаїлович
Юрій Рафаїлович Якович (рос. Юрий Рафаилович Якович; нар. 30 листопада 1962, Куйбишев) – російський шахіст і шаховий тренер (Старший тренер ФІДЕ від 2012 року), гросмейстер від 1990 року.

## Шахова кар'єра
Значних успіхів почав досягати в середині 1980-х років. 1986 року дебютував у фіналі чемпіонату СРСР, посівши 16-те місце. Вдруге у фінальному турнірі взяв участь у 1991 році, у змаганнях зіграних за швейцарською системою, де поділив 23-38-ме місце (серед 64 учасників). Також багаторазовий фіналіст чемпіонату Росії (найкращий результат: поділ 11-19-го місця у 2003 році). 1997 року виступив у складі національної збірної на командному чемпіонаті Європи, який відбувся в Пулі, де російські шахісти завоювали срібні медалі.
Досягнув низки успіхів, перемігши або поділивши 1-ші місця на турнірах, які відбулися в таких містах, як:
- 1990 – Санта-Клара,
- 1991 – Кечкемет (разом з Сергієм Архіповим),
- 1996 – Гіструп (разом з Олексієм Александровим),
- 1997 – Стокгольм (турнір Кубок Рілтона 1996/97, разом з Джоелем Бенджаміном і Йоханом Хьяртарсоном), Томськ (разом із, зокрема, Леонідом Юртаєвим, Валерієм Філіпповим і Сергієм Іоновим),
- 1998 – Санкт-Петербург (разом із, зокрема, Олександром Вауліним, Володимиром Бурмакіним і Олександром Волжиним),
- 1999 – Каїр, Санто-Антоніо, Тарраса (разом з Хав'єром Кампосом Морено),
- 2000 – Санто-Антоніо, Гетеборг (разом з Міхаїлом Маріном),
- 2001 – Стокгольм – двічі (турнір Кубок Рілтона 2000/01, разом з Томасом Ернстом і турнір Scandic Hotels), Санто-Антоніо (разом з Маррі Чандлером),
- 2002 – Гетеборг, Стокгольм,
- 2003 – Ноябрськ (разом з Євгеном Мірошниченком та Олександром Потаповим),
- 2006 – Салехард (разом з Олександром Рязанцевим, Семеном Двойрісом, Романом Овечкіним і Яковом Геллером),
- 2007 – Порт-Ерін (разом з Віталієм Голодом, Матеушом Бартелем, Захаром Єфименком, Михайлом Ройзом і Михайлом Кобалією).

Найвищий рейтинг Ело в кар'єрі мав станом на 1 липня 1997 року, досягнувши 2610 очок ділив тоді 54-60-те місце в світовому рейтинг-листі ФІДЕ, одночасно займаючи 12-те місце серед російських шахістів.
2004 року випустив книгу під назвою Play the 4.f3 Nimzo-Indian (ISBN 9781904600169), в якій обговорив, зокрема, один з варіантів захисту Німцовича.

## Зміни рейтингу
| На цьому місці має відображатися графік чи діаграма, однак з технічних причин його відображення наразі вимкнено. Будь ласка, не видаляйте код, який викликає це повідомлення. Розробники вже працюють для того, щоби відновити штатне функціонування цього графіка або діаграми. | |
| | На цьому місці має відображатися графік чи діаграма, однак з технічних причин його відображення наразі вимкнено. Будь ласка, не видаляйте код, який викликає це повідомлення. Розробники вже працюють для того, щоби відновити штатне функціонування цього графіка або діаграми. |